# 红秀GRAZIA
红秀GRAZIA（義大利語：Grazia）是一本主要面向女性读者的时尚杂志。其于1938年在意大利创刊，每周发行。目前还以多种语言在全球二十个多国家或地区发行当地授权版本的杂志。

## 意大利版

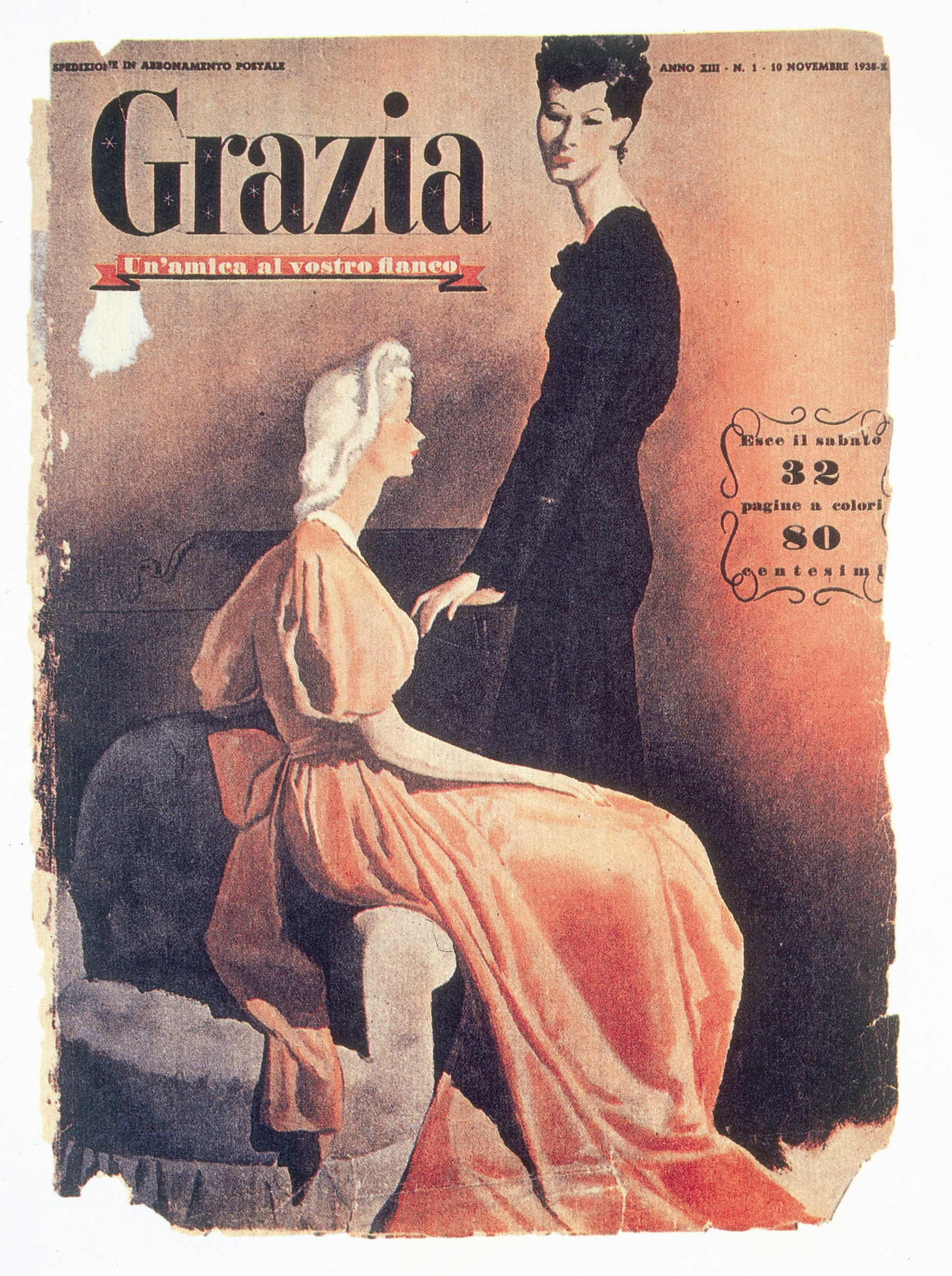
1938年创刊封面

红秀GRAZIA的第一期于1938年11月10日出版，杂志的副标题为“你身边的朋友”（Un’amica al vostro fianco）。杂志面向女性读者，自创办到20年纪70年代，一直持回归传统的价值观和保守主义立场。 
Carla Vanni于1978年接任总编辑，并一直担任到2006年。在这期间，杂志的内容和版式经历了多次更新。2007年，Vera Montanari接任总编辑。2012年，Silvia Grilli接任总编辑。

## 国际版
截至2021年，红秀GRAZIA在全球发行了23个国际版本杂志。其中澳大利亚国际版本仅以电子刊的形式发售。

### 《红秀GRAZIA》中文版
《红秀GRAZIA》中文版在中国大陆发行，于2009年3月创刊，由财讯传媒和意大利阿诺多·蒙达多利出版集团合资创办，为第12个国际版本。创刊号的封面人物为维多利亚·贝克汉姆。
《红秀GRAZIA》中文版为双周刊。此外还发行电子刊。首期电子刊于2019年发售，封面人物为肖战，开售三天销量达90.7万册（每册7元人民币）。